# Loreto (Bolivia)
Loreto è un comune (municipio in spagnolo) della Bolivia nella provincia di Marbán (dipartimento di Beni) con 3.787 abitanti (dato 2010).

## Cantoni
Il comune è suddiviso in 4 cantoni (popolazione al censimento 2001):
- Limoquije - 1.096 abitanti
- Loreto - 1.407 abitanti
- Sachojere - 555 abitanti
- San Antonio - 801 abitanti